# Szukaj w snach
Szukaj w snach – wspólny album studyjny polskiej wokalistki Natalii Kukulskiej i Marka Napiórkowskiego. Został on wydany 25 maja 2018 nakładem wydawnictwa Agora i zawiera 10 kołysanek autorstwa Włodzimierza Wysockiego.

## Lista utworów
Źródło:.
| 1.  | „Ty tak pięknie umiesz spać”             | 4:30  |
|     |                                          |       |
| 2.  | „Zaśnij grzecznie”                       | 5:03  |
|     |                                          |       |
| 3.  | „Szukaj w snach”                         | 3:35  |
|     |                                          |       |
| 4.  | „Mały misiu śpij”                        | 3:18  |
|     |                                          |       |
| 5.  | „Tylko oczka zmruż"                      | 4:05  |
|     |                                          |       |
| 6.  | „Czy znasz?" (utwór instrumentalny)      | 3:10  |
|     |                                          |       |
| 7.  | „Kołysanka dla obcych”                   | 4:21  |
|     |                                          |       |
| 8.  | „W ciepłych snach”                       | 5:11  |
|     |                                          |       |
| 9.  | „On już śpi”                             | 3:08  |
|     |                                          |       |
| 10. | „Lipowa panienka" (utwór instrumentalny) | 2:59  |
|     |                                          |       |
| 11. | „Nocny teatr”                            | 3:18  |
|     |                                          |       |
| 12. | „Lulajże mi”                             | 2:55  |
|     |                                          |       |
|     |                                          | 45:33 |
|     |                                          |       |

## Twórcy
Źródło:.
- Natalia Kukulska – śpiew
- Marek Napiórkowski – gitary, muzyka
- Michał Dąbrówka – instrumenty perkusyjne
- Marcin Górny – instrumenty klawiszowe
- Paweł Pańta – kontrabas
- Włodzimierz Wysocki – teksty